# Peychaud's Bitters

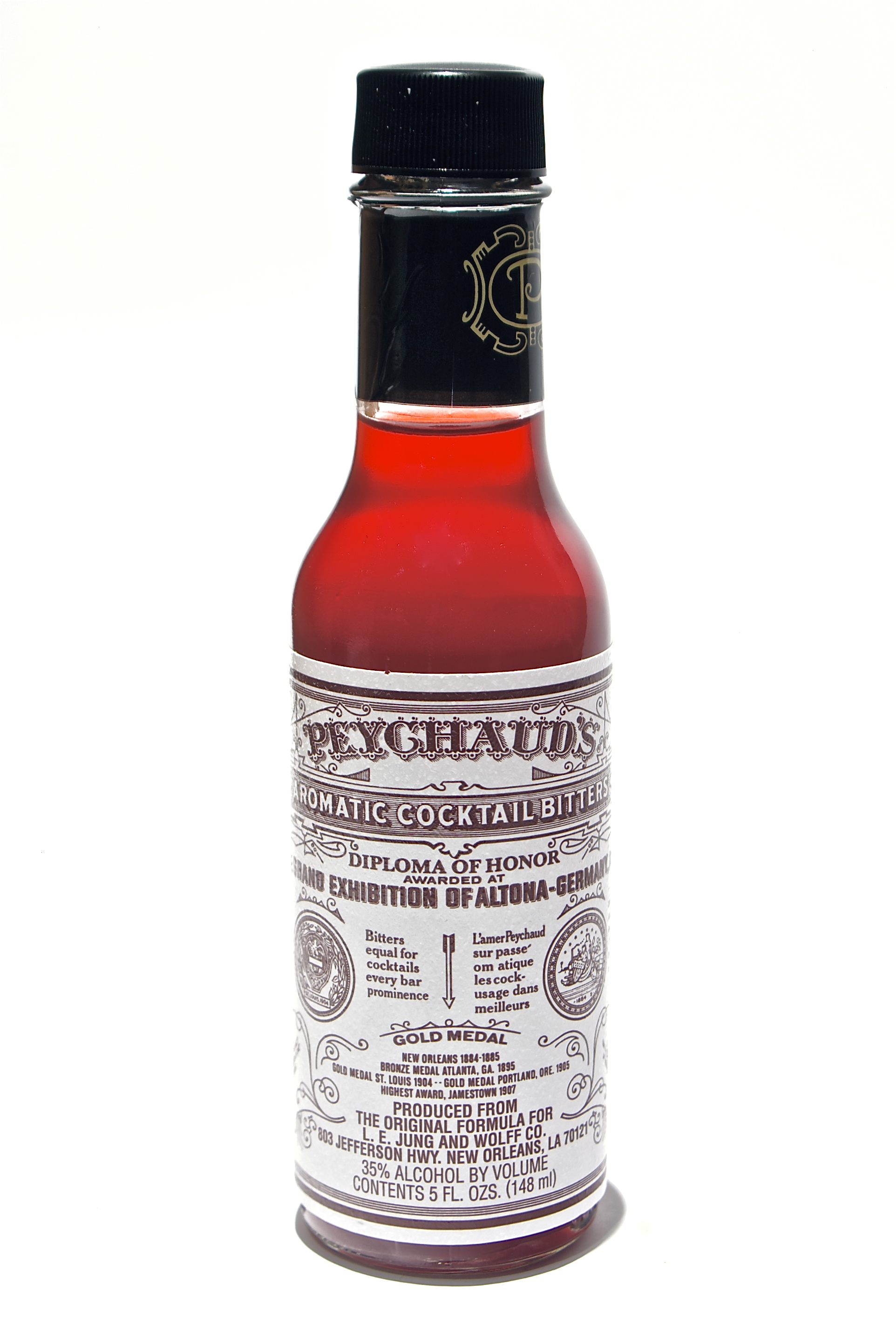
Peychaud's Bitters.

Peychaud's Bitters är en spritbaserad örtessens som kan användas som smaksättare i olika drinkar. Den saluförs av den amerikanska destillerikoncernen Sazerac Company som har sitt huvudkontor i New Orleans. Den skapades av apotekaren Antoine Amédée Peychaud omkring 1830. Han hade möjligen sina rötter från den franska kolonin Saint-Domingue, sedermera Haiti, och föddes omkring 1803, men andra källor upper att han var kreol och kom till New Orleans 1795 eller hade föräldrar från Bourdeuax som hade kaffeplantage.
Liksom örtessensen Angostura Bitter är den baserad på gentianablommor och men med anisarom och en antydan till mynta i smaken. Peychaud's Bitters är en vital del av cocktailen Sazerac som har kallats den första amerikanska cocktailen. Den uppgiften har ifrågasatts, men drinken fanns i New Orleans före amerikanska inbördeskriget.